# Live Bootleg (álbum de Resurrection Band)
Live Bootleg é o primeiro álbum gravado ao vivo pela banda Resurrection Band, lançado em 1984.
Gravado no Arena Odeum, Chicago, durante duas noites em outubro de 1983, este álbum apresenta uma mistura das canções mais populares da banda, bem como duas novas canções: "Gameroom" e "Playground".
"Live Bootleg" foi o primeiro álbum do grupo lançado pela Sparrow Records e o primeiro a ter o nome da banda abreviado para o apelido de "Rez Band".

## Faixas
1. "Military Man"
2. "Gameroom"
3. "Wendi's Rap"
4. "Playground"
5. "Medley"
  - "Waves"
  - "Awaiting Your Reply"
  - "Broken Promises"
  - "Autograph"
  - "City Streets"
6. "White Noise"
7. "Quite Enough"
8. "Area 312"
9. "Can't Stop Loving You"
10. "Glenn's Rap"

## Créditos
- Glenn Kaiser - Vocal, guitarra, teclados
- Wendi Kaiser - Vocal
- Stu Heiss - Guitarra, teclados
- Jim Denton - Baixo, sintetizador
- John Herrin - Bateria